# 雁翎刀

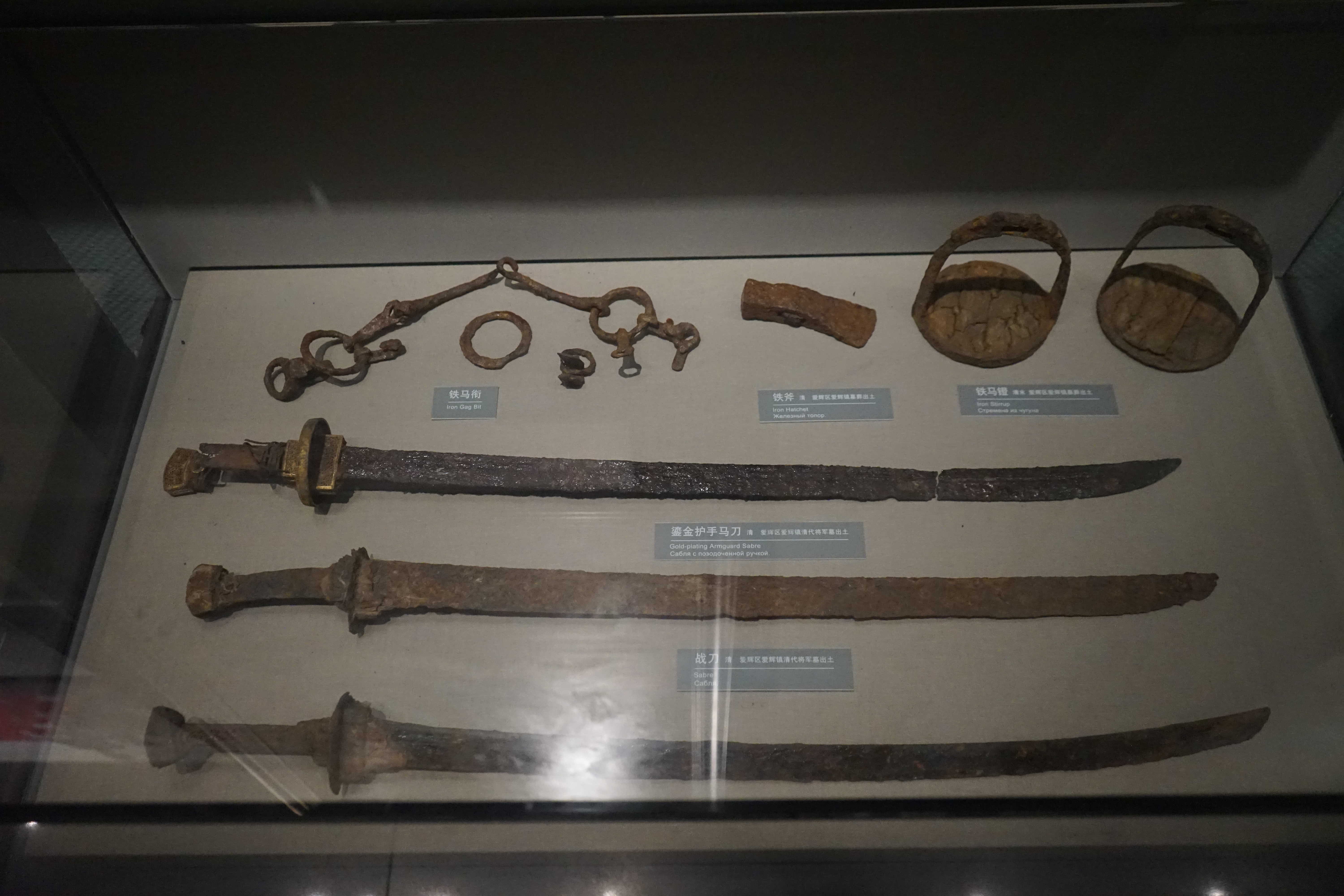
清代佩刀形状略有不同，但主要是直刀。现代收藏家倾向于将这些刀片归类为燕毛刀/燕翎刀。

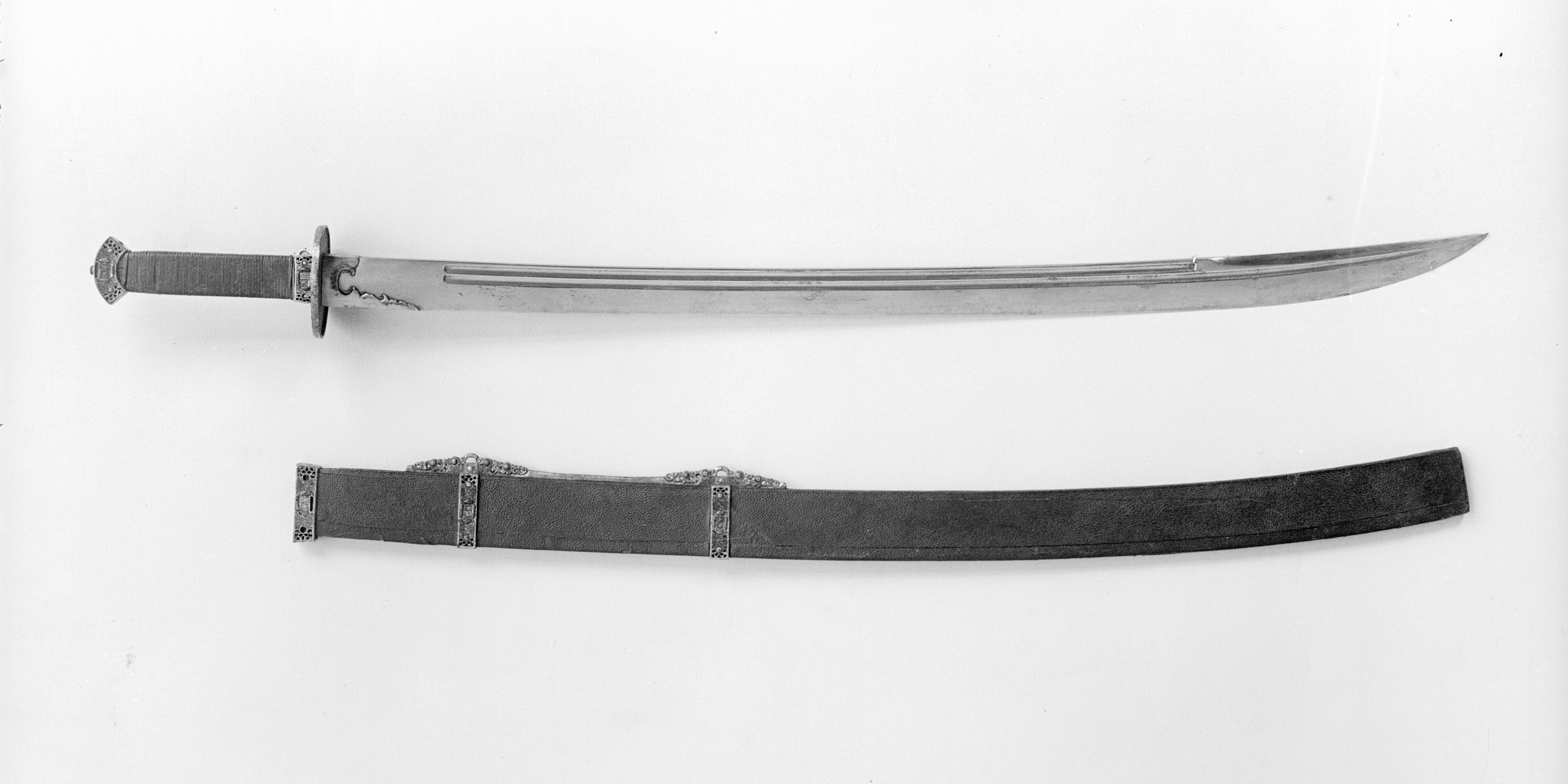
一個17至18世紀的柳葉刀(註:有爭議。此刀身形較筆直，刀尖處起彎，較像雁翎刀。)

雁翎刀(雁毛刀)，冷兵器，刀的一種，因形似雁翎而得名。

## 歷史
雁翎刀型首見於唐代壁畫《地獄變相圖》，文字記載則首見於宋代，盛行於元代，是明清主要的腰刀形制。

## 文學登場
《我有二首》之二 元 張憲

我有雁翎刀，寒光耀冰雪。神鋒三尺強，落手斷金鐵。

在昔臨元戎，志在除草竊。怒來死不顧，決眥肝膽裂。

老蛟遶腰臥，夜枕寒泉冽。維時誠女賴，豈忍時暫輟。

中途偶棄置，竟踐秋扇轍。塵埋土花暗，繡澀神氣滅。

思之終永傷，默坐慘不悅。敢忘漢宣詔，不負呂虔說。

金風吹秋郊，賊馬政侵軼。又當攜女去，舊義未遽絕。

莫瑩鷿鵜膏，恐污荊卿血。

《送毛伯溫》 明 朱厚熜

大将南征胆气豪，腰横秋水雁翎刀。风吹鼍鼓山河动，电闪旌旗日月高。

天上麒麟原有种，穴中蝼蚁岂能逃。太平待诏归来日，朕与先生解战袍。